# Астральне кунг-фу
Астральне кунг-фу (англ. назва Spiritual Kung Fu) — гонконгський фільм, з Джекі Чаном у головній ролі. Кінофільм вийшов на екрани в 1978 року.

## Сюжет
У цьому фільмі молодий Джекі Чан грає роль охоронця монастиря Шаолінь. З монастиря викрадають загадкову книгу, прочитання якої може дати її власникові величезну силу. Викрадачем виявляється воїн-лиходій, що мріє стати на чолі усіх кланів кун-фу. Проте Джекі також навчається кунг-фу, хоча і не у звичайного наставника. Примари, що живуть в бібліотеці, навчають його п'яти різним стилям: Дракона, Змії, Журавля, Тигра і Леопарда. Незабаром йому доводиться використовувати свої знання в протистоянні зловісному воїнові.